# Miles Aircraft Ltd
Miles Aircraft Ltd. – brytyjska wytwórnia lotnicza założona przez Fredericka George’a Miles.

## Historia
Frederick George Miles był głównym konstruktorem w Phillips and Powis Aircraft Ltd. W 1943 r. wykupił udziały od Rolls-Royce'a i stworzył w Woodley nowe przedsiębiorstwo, które nazwał Miles Aircraft Ltd. Z żoną  Maxine Miles i swoim bratem George’em Herbertem Milesem projektował samoloty na potrzeby lotnictwa cywilnego i wojskowego. Wraz z stworzeniem firmy założono szkołę Miles Aeronautical Technical School, której dyrektorem został Walter Evans.
Na potrzeby produkcji zakupiono zakład w Banbridge w hrabstwie Down w Irlandii Północnej, który dostosowano do potrzeb produkcji lotniczej. Montaż końcowy samolotów odbywał się w bazie RAF Long Kesh, w której też dokonywano oblotów. Po zakończeniu wojny, w 1946 r., firma przeniosła się do Newtownards.
W 1947 r. firma została objęta zarządem komisarycznym, gdyż jej wierzyciele przedstawili żądanie zapłaty 200 000 funtów. Zakończono produkcję samolotów. Część lotniczą zakładów zakupił Handley Page, Miles Aeronautical Technical School została przejęta przez Reading Technical College. 
Zakłady zostały reaktywowane w 1951 r. pod nazwą F.G. Miles Ltd. Działały do 1962 r. kiedy to zostały przejęte przez Beagle Aircraft Ltd. W 2022 r. zabudowania fabryki przewidziano do rozbiórki, pod petycją o ich zachowanie podpisało się 3 tys. Brytyjczyków.

## Galeria
Wybrane samoloty produkowane w zakładach Miles

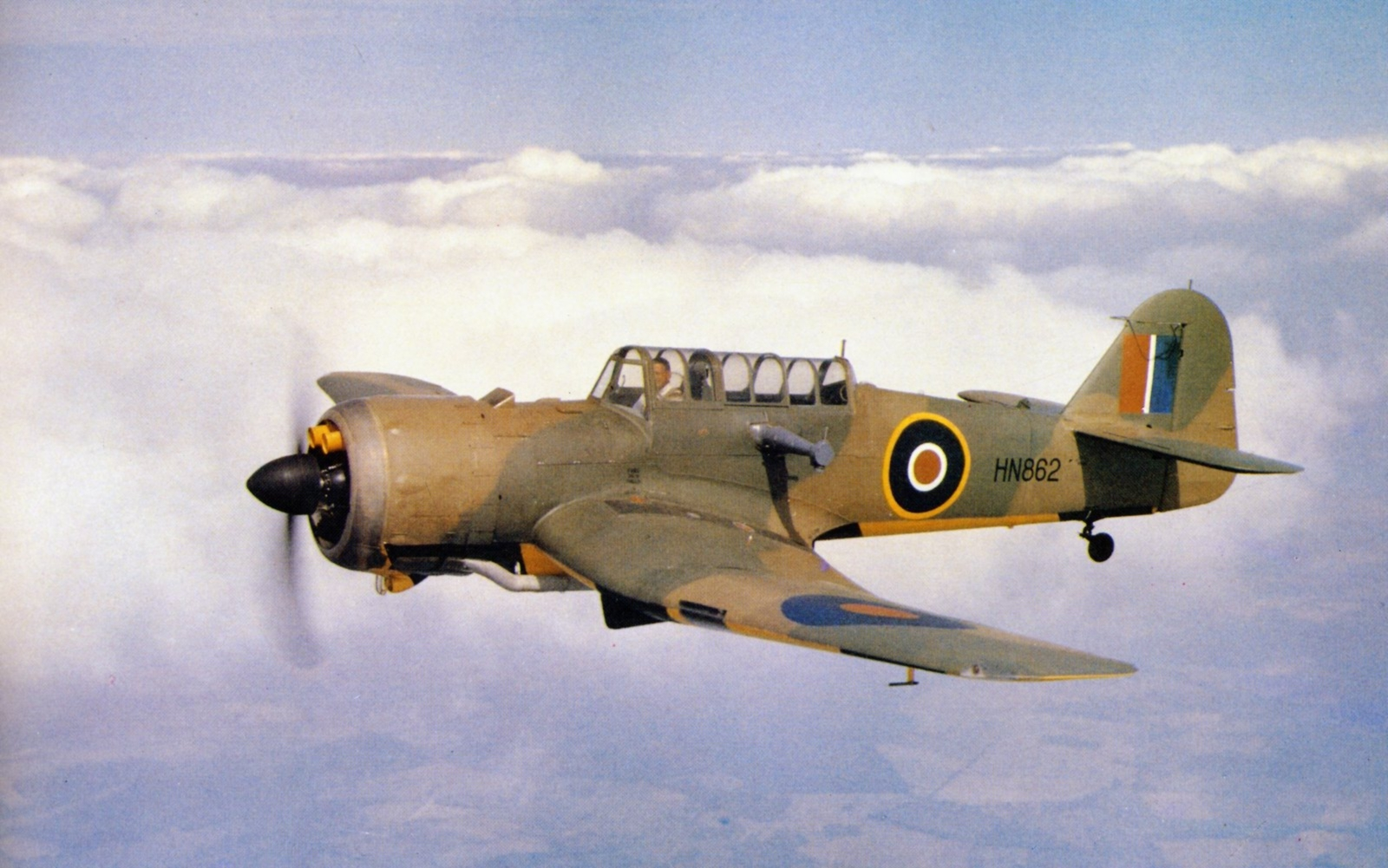
Miles Martinet
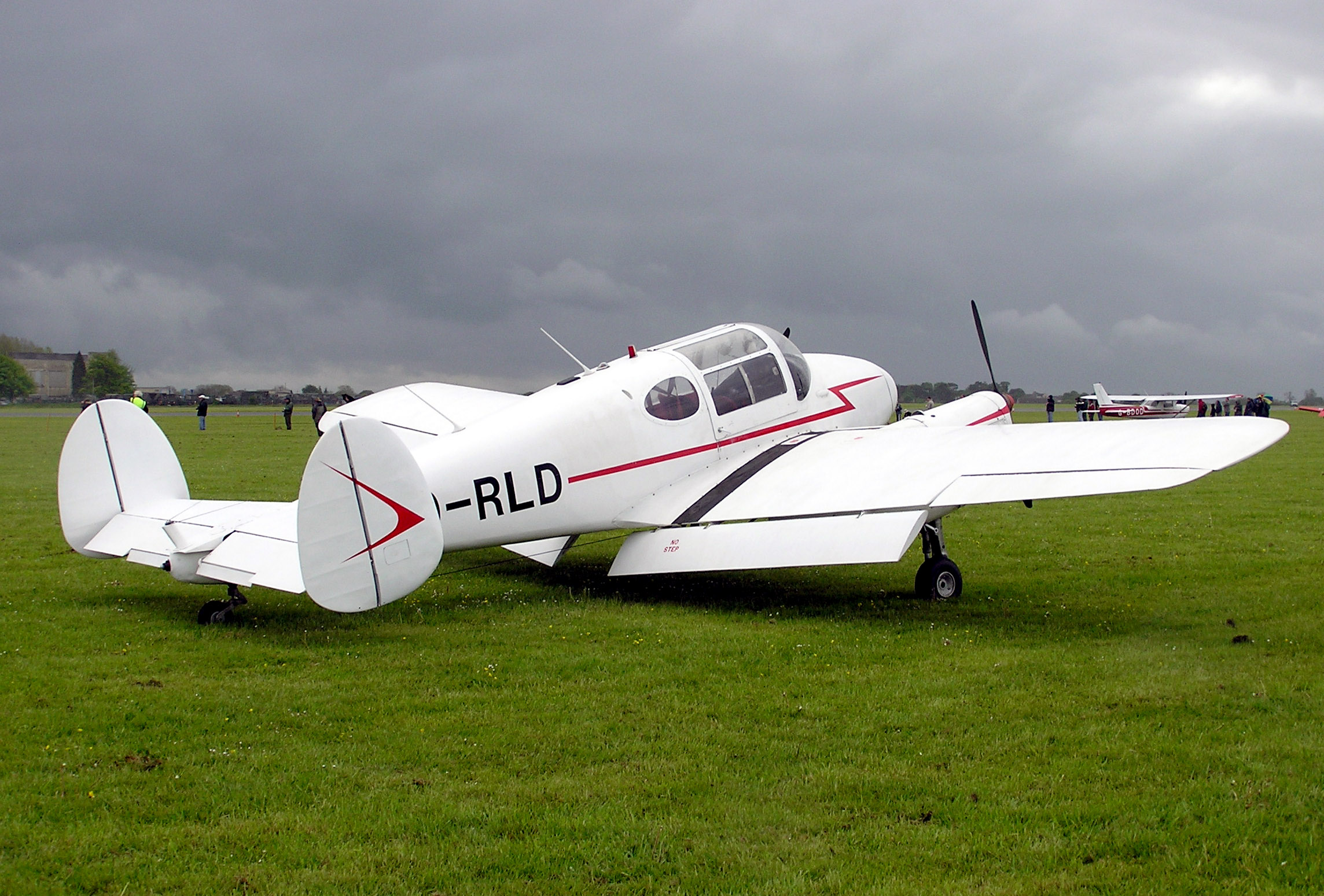
Miles Gemini
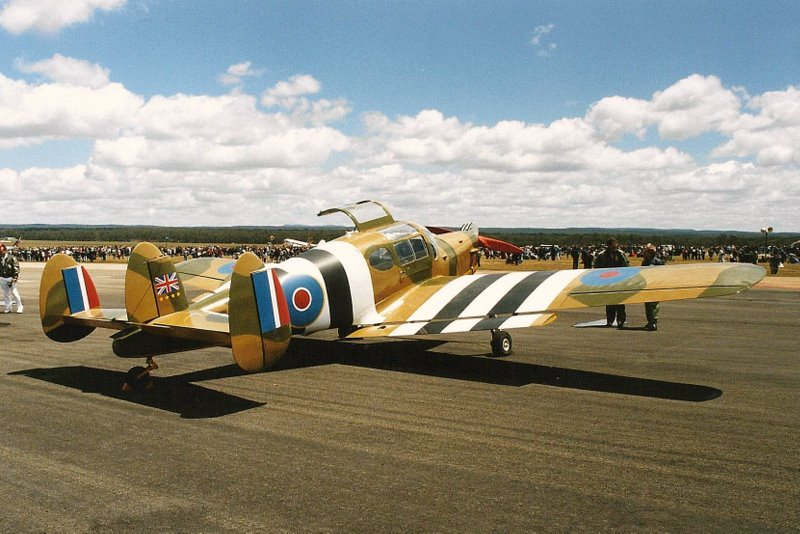
Miles Messenger